# Jürgen Melzer
Jürgen Melzer, född 22 maj 1981 i Wien, Österrike, är en österrikisk professionell tennisspelare.

## Uppväxt och juniorkarriär
Jürgen Melzer föddes och växte i Wien. Vid 9 års ålder började han spela tennis och hade Stefan Edberg, Michael Stich och Patrick Rafter som förebilder. Som junior tillhörde han en av världens främsta och vann 
Juniorsingeln Wimbledonmästerskapen 1999. Därefter blev han professionell.

## Karriär
Sin första titel i professionella sammanhang tog Melzer 2001, då han vann en 
Challenger-tävling (nivån under ATP-tävlingar) i Mönchengladbach. Sitt genombrott kom året därpå, då Österrikaren genom att bl.a. nå två kvartsfinaler och en semifinal i ATP-tävlingar slutade året bland topp 100 för första gången. 2003 spelade Melzer för första gången en ATP-final, I turneringen i Newport, där det dock blev förlust mot amerikanen Robby Ginepri.

### 2004
2004 rankades Jürgen Melzer för första gången som Österrikes bästa spelare. Under året nådde Melzer ett flertal kvartsfinaler i prestigefyllda tävlingar, däribland Masterstävingarna i Toronto och Hamburg. i Toronto besegrades tre topp 20-spelare, däibland Andre Agassi. Årets bästa rinsatser resultatmässigt kom i St. Pölten och i Houston.
Jürgen Melzer tränades av Joakim Nyström och var den 27 mars 2011 på en tiondeplats vilket var hans bästa placering på rankingen dittills.